# Bom Selvagem (álbum)
Serguei & Pandemonium - Bom Selvagem, ou simplesmente Bom Selvagem, é o terceiro álbum do cantor e compositor de rock brasileiro Serguei, sendo o último de inéditas lançado em vida.
Nesse álbum, lançado em 2009 pelo selo Blues Time Records, o artista é acompanhado pela banda Pandemonium, sendo o primeiro gravado em conjunto com esta banda, que o acompanhou por mais de 10 anos. Além disso, estão presentes aqui as músicas do roqueiro que foram censuradas nos anos 70 e que sempre fizeram parte de seu show, mas que foram gravadas apenas em compactos, nunca em um álbum.

## Faixas
| N.º | Título                                                      | Compositor(es)                    | Duração |  |
| 1.  | "Alpha Centauro"                                            | Serguei                           | 3:42    |  |
| 2.  | "Burro Cor De Rosa"                                         | Luiz Carlos Sá                    | 3:55    |  |
| 3.  | "Rolava Bethânia (versão parodiada de Roll Over Beethoven)" | Chuck Berry, Versão: Tavinho Paes | 2:59    |  |
| 4.  | "Sweet Home Chicago (cover de Robert Johnson)"              | Robert Johnson                    | 2:59    |  |
| 5.  | "Tô Na Lona"                                                | Serguei                           | 3:46    |  |
| 6.  | "Marginal"                                                  | Celso Blues Boy                   | 3:38    |  |
| 7.  | "Hell's Angels"                                             | Marcelo Xavier Mello              | 4:06    |  |
| 8.  | "Poder Paralelo"                                            | Alex Anjo, André Ribeiro          | 3:50    |  |
| 9.  | "Rock Do Pai"                                               | Marcelo Xavier                    | 3:53    |  |
| 10. | "Eu Não Volto Mais"                                         | Ed Lincoln, Orlandivo             | 3:04    |  |
| 11. | "Ouriço"                                                    | Paulo Machado                     | 3:31    |  |
| 12. | "Ventos Do Norte"                                           | Marcelo Xavier Melo               | 5:18    |  |
| 13. | "Bonus Track"                                               | Serguei                           | 0:03    |  |

## Créditos Musicais
- Serguei - Vocais

banda Pandemonium
- André Ribeiro - Vocais
- Diego - guitarra
- Nilson Jr. - Baixo elétrico e back-vocals)
- Alex Anjo - bateria e back-vocals